# Diário Económico
Der Diário Económico ist eine seit 1989 börsentäglich erscheinende portugiesische Wirtschaftszeitung mit Sitz in Lissabon, die nur noch  im Internet publiziert wird.
Informiert werden die Leser hauptsächlich über Märkte, Wirtschaft, Politik, Unternehmen, Finanzen und auch Sport. Außerdem wird vom Verlag der Fernsehkanal Económico-TV in das portugiesische Kabelnetz eingespeist. Die Zeitung wurde 2008 von der spanischen Gruppe Grupo Recoletos für 27,5 Mio. Euro verkauft und ist seither im Besitz der Investitionsholding Ongoing Media. Teile des Blattes erschienen auf rosa Fond.
Die Zeitung hatte eine Auflage von rund 24.000 Exemplaren und wurde im Durchschnitt von 216.000 Lesern täglich gelesen (2011).
2016 wurde die Printausgabe eingestellt. Direktor ist seit 2008 António Costa.